# Võru község (1991–2017)
Võru község közigazgatási egység volt Észtországban, Võru megye északi részén. Utolsó polgármestere Kalmer Puusepp volt. Lakossága 2016. január elsején 4711 fő volt, amely 202,5 km²-es területét tekintve 23,3 fő/km² népsűrűséget jelent. 1991-ben hozták létre, majd a 2017-es észtországi közigazgatási reform során megszüntették, és négy másik megszüntetett községgel ergybeolvasztva újra létrehozták Võru községet.
A község hivatalos lapja a Võru Valla Teataja (Võru Községi Hírmondó).

## Földrajza
Võru községet északról Põlva megye, keletről Lasva község, délkeletről Vastseliina község, délről Haanja község, délnyugatról Rõuge község, nyugatról Sõmerpalu község határolta.

## Települések
A községhez egy város, három városi jellegű település és 35 falu tartozott.

### Város
- Võru

### Városi jellegű települések
Kose, Parksepa, Väimela.

### Falvak
Hannuste, Juba, Kasaritsa, Kirumpää, Kolepi, Koloreino, Kusma, Kärnamäe, Käätso, Lapi, Lompka, Loosu, Meegomäe, Meeliku, Mõisamäe, Mõksi, Navi, Nooska, Palometsa, Puiga, Raiste, Raudsepa, Roosisaare, Räpo, Sika, Tagaküla, Tootsi, Umbsaare, Vagula, Vana-Nursi, Verijärve, Võlsi, Võrumõisa, Võrusoo, Väiso.

## Képek

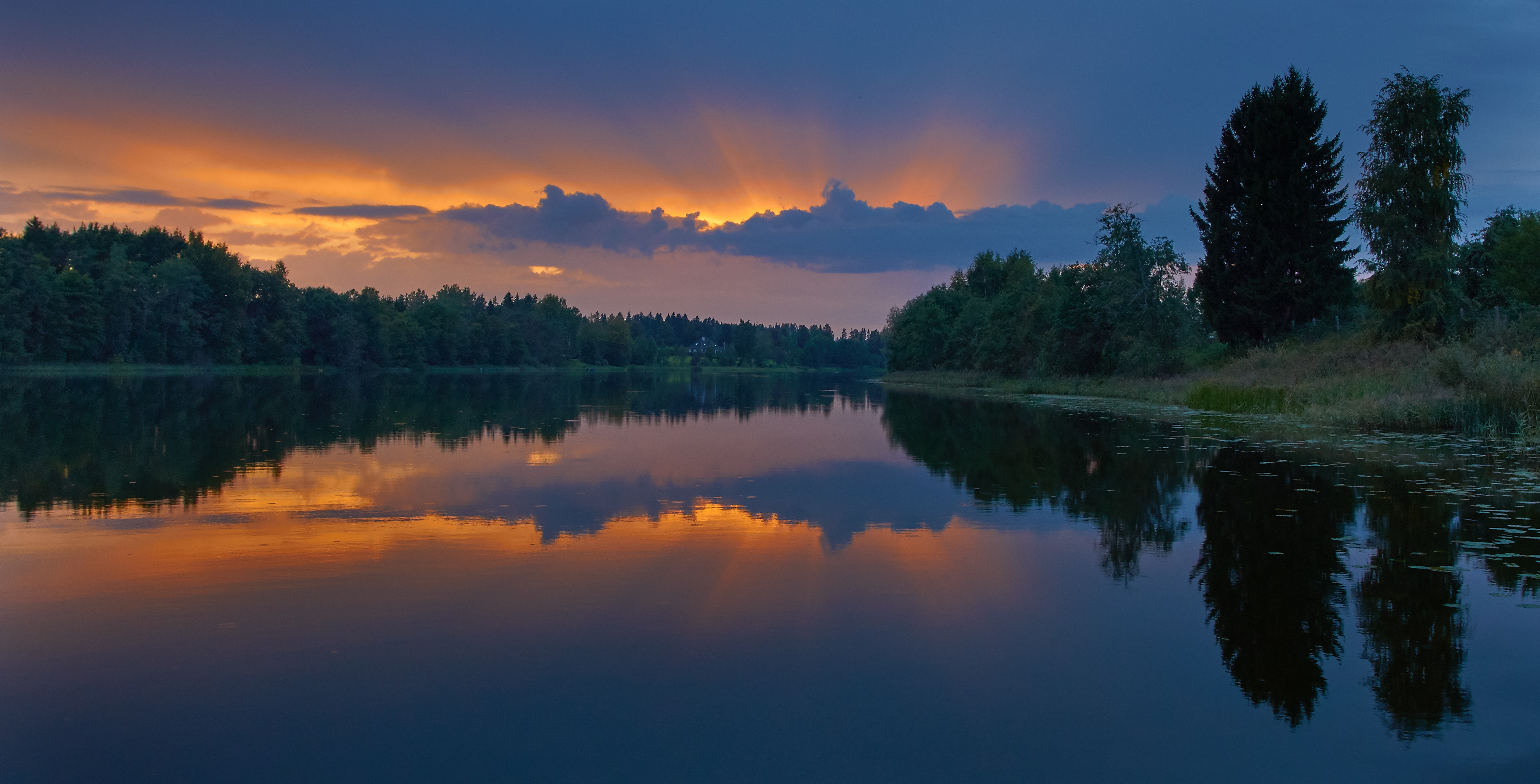
Väimela-tó
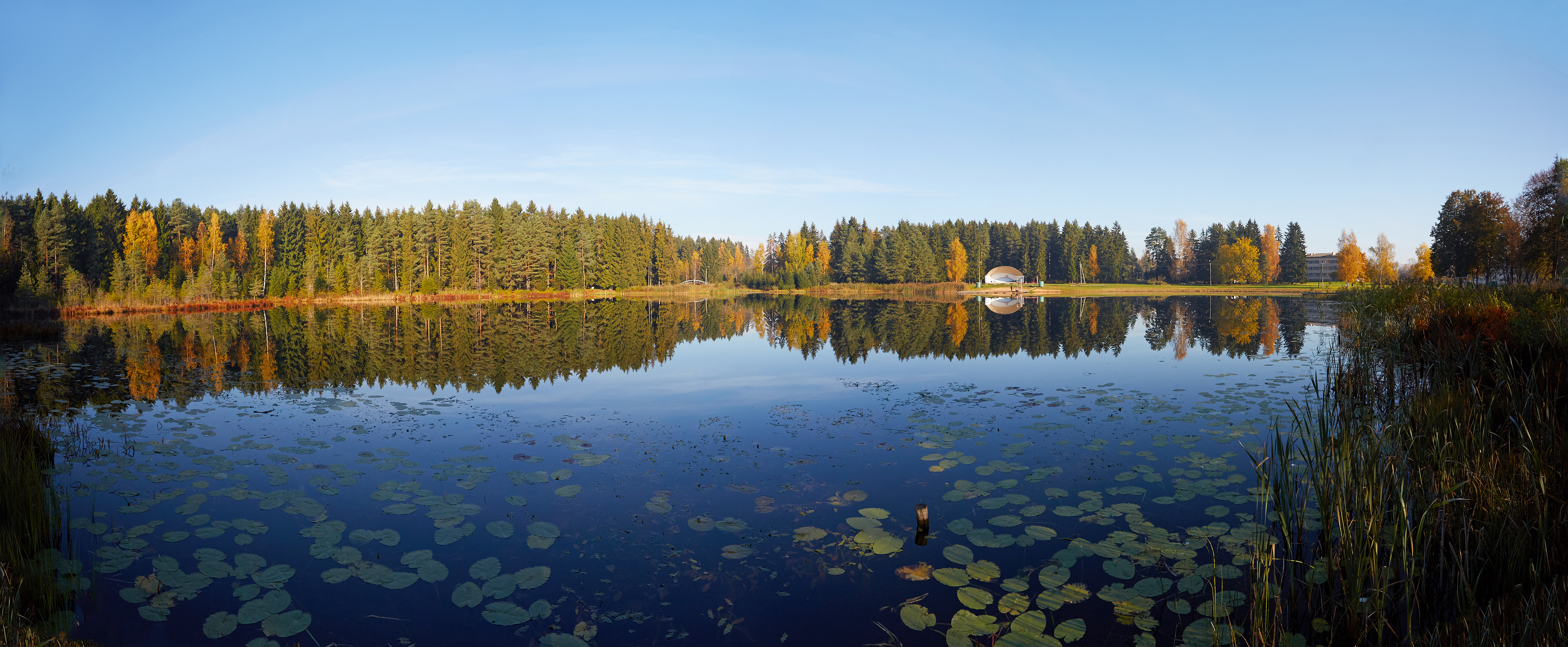
Kanariku-tó
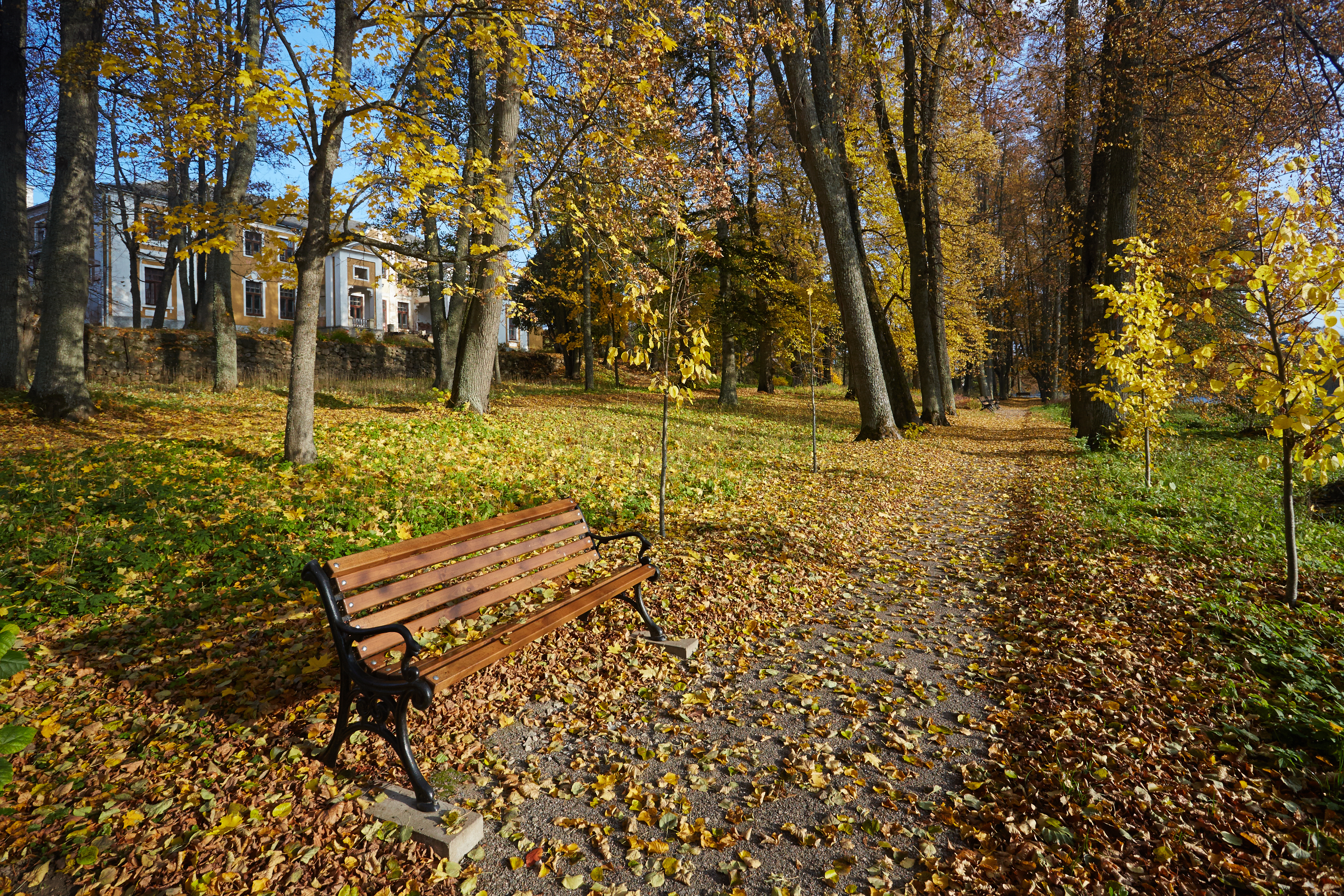
Väimela Természetvédelmi Terület

## Fordítás
Ez a szócikk részben vagy egészben  a   Võru vald című észt Wikipédia-szócikk ezen változatának fordításán alapul.  Az eredeti cikk szerkesztőit annak laptörténete sorolja fel. Ez a jelzés csupán a megfogalmazás eredetét és a szerzői jogokat jelzi, nem szolgál a cikkben szereplő információk forrásmegjelöléseként.